# یواس‌اس کارلسن (دی‌ئی-۹)
یواس‌اس کارلسن (دی‌ئی-۹) (به انگلیسی: USS Carlson (DE-9)) یک کشتی بود که طول آن ۲۸۹ فوت ۵ اینچ (۸۸٫۲۱ متر) بود. این کشتی در سال ۱۹۴۳ ساخته شد.